# Avčin
Avčin je redkejši priimek v Sloveniji, ki ga je po podatkih Statističnega urada Republike Slovenije na dan 1. januarja 201] uporabljalo 27 oseb in je med vsemi priimki po pogostosti uporabe uvrščen na 11.038. mesto.

## Znani nosilci priimka
- Andr(ej)a Avčin (1919—1996), lutkarica (izdelovalka lutk)
- Andrej Avčin (*1944), morski biolog, ekolog
- Bogomila Avčin Pogačnik (1920—2008), arhitektka
- Bojana Avguštin Avčin, psihiatrinja
- France Avčin (1910—1984), elektrotehnik, univ. profesor, alpinist, gorski reševalec, naravovarstvanik, izumitelj
- Jurij Avčin, zdravnik endokrinolog
- Lilijana Avčin (1921—1980), klasična filologinja, prevajalka
- Marij Avčin (1913—1995), zdravnik pediater, prof. MF
- Tadej Avčin, zdravnik pediater, imunolog